# Entorrizomicots
Els entorrizomicets (Entorrhizomycetes) són una petita classe de fongs, l'única de la divisió o fílum dels entorrizomicots (Entorrhizomycota). Són fongs paràsits obligats de les arrels de les plantes on formen agalles. Abans estaven classificats com a basidiomicots. Filogenèticament constitueix el clade basal dels fongs.

## Taxonomia
La classe Entorrhizomycetes inclou dos ordres, dues famílies i 16 espècies:
- Ordre Entorrhizales
  - Família Entorrhizaceae
- Ordre Talbotiomycetales
  - Família Talbotiomycetaceae